# Rhaphidorrhynchium
Rhaphidorrhynchium är ett släkte av bladmossor. Rhaphidorrhynchium ingår i familjen Sematophyllaceae.

## Dottertaxa tillRhaphidorrhynchium, i alfabetisk ordning[1]
- Rhaphidorrhynchium amoenum
- Rhaphidorrhynchium andinum
- Rhaphidorrhynchium angustissimum
- Rhaphidorrhynchium argyrophyllum
- Rhaphidorrhynchium argyroviride
- Rhaphidorrhynchium aurescens
- Rhaphidorrhynchium berberidis
- Rhaphidorrhynchium brachypus
- Rhaphidorrhynchium brevi-horridum
- Rhaphidorrhynchium callidioides
- Rhaphidorrhynchium callidum
- Rhaphidorrhynchium calliferum
- Rhaphidorrhynchium cambouei
- Rhaphidorrhynchium capilliforium
- Rhaphidorrhynchium chichibuense
- Rhaphidorrhynchium confertissimum
- Rhaphidorrhynchium crispans
- Rhaphidorrhynchium dallii
- Rhaphidorrhynchium decurvifolium
- Rhaphidorrhynchium dendroligotrichum
- Rhaphidorrhynchium distantifolium
- Rhaphidorrhynchium gabonense
- Rhaphidorrhynchium geheebii
- Rhaphidorrhynchium gueinzii
- Rhaphidorrhynchium hermaphroditum
- Rhaphidorrhynchium hyoji-suzukii
- Rhaphidorrhynchium incurvum
- Rhaphidorrhynchium lamprosericeum
- Rhaphidorrhynchium leptophyllum
- Rhaphidorrhynchium levieri
- Rhaphidorrhynchium lignicola
- Rhaphidorrhynchium marmellense
- Rhaphidorrhynchium meiotocladium
- Rhaphidorrhynchium noduliferum
- Rhaphidorrhynchium olfersii
- Rhaphidorrhynchium pallido-nitidum
- Rhaphidorrhynchium percondensatum
- Rhaphidorrhynchium prominulum
- Rhaphidorrhynchium purpuripes
- Rhaphidorrhynchium quaylei
- Rhaphidorrhynchium rubricaule
- Rhaphidorrhynchium rueckeri
- Rhaphidorrhynchium sanguisetum
- Rhaphidorrhynchium subfalcatulum
- Rhaphidorrhynchium symbolax
- Rhaphidorrhynchium tegeticola
- Rhaphidorrhynchium tereticaule
- Rhaphidorrhynchium trichostegum
- Rhaphidorrhynchium tuloferum